# ۱۱ آوریل
۱۱ آوریل در تقویم گرگوری، صد و یکمین (در سال‌های کبیسه صد و دومین) روز سال است. ۲۶۴ روز تا پایان سال باقی است.

## رویدادها
- ۱۶۰۶: یونیون جک پرچم ملی انگلستان شد.
- ۱۹۳۱: رای‌دهندگان اسپانیایی نظام سلطنتی این کشور را رد کردند که مقدمه جنگ داخلی پر تلفاتی شد که در سال ۱۹۳۶ آغاز گردید.
- ۱۹۴۶: سوریه که تحت الحمایه فرانسه بود استقلال یافت.
- ۱۹۵۵ - اعلام شد که واکسن بیماری پولیو فلج اطفال ساخته شده، مؤثر و مطمئن است. کاشف این واکسن، دکتر یوناس سالک از مهاجران روس در آمریکا بود.
- ۱۹۷۹ - با تصرف کامپالا، پایتخت اوگاندا توسط نیروهای تانزانیایی رژیم دیکتاتوری ایدی امین حاکم بر این کشور سقوط کرد و خود او از کشور متواری شد.
- ۲۰۰۶ - محمود احمدی‌نژاد، رئیس‌جمهور ایران در اجتماعی در شهر مشهد خبر دستیابی ایران به توان غنی سازی اورانیوم در مقیاس آزمایشگاهی را اعلام کرد.
- ۲۰۱۱ - با دستگیر شدن لوران باگبو، رئیس‌جمهور پیشین ساحل عاج در خانه اش در شهر آبیجان توسط نیروهای وفادار به آلاسان واتارا، رئیس‌جمهور منتخب انتخابات ریاست جمهوری با حمایت قوای فرانسوی، بحران و جنگ داخلی این کشور خاتمه یافت.
- ۲۰۱۸ - سقوط هواپیمای ترابری نظامی ایلیوشین ایل-۷۶ نیروی هوایی الجزایر در شهر بوفاریک این کشور به مرگ همه ۲۵۷ سرنشین آن کشته شدند.
- ۲۰۱۹ - جولین آسانژ، روزنامه‌نگار استرالیایی و یکی از مؤسسان وبسایت افشاگر ویکی‌لیکس هفت سال پس از اقامت در سفارت اکوادور در لندن توسط پلیس بریتانیا دستگیر شد.
- ۲۰۱۹ - در پی پنج ماه اعتراضات گسترده مردمی، عمر البشیر، رئیس‌جمهور سودان که سی سال پیش با یک کودتا به قدرت رسیده بود، توسط نظامیان از قدرت خلع و بازداشت شد.

## زادروزها
- ۱۹۳۰ - انتان لاوی مؤسس و کاهن اعظم کلیسای شیطان
- ۱۹۴۰ - توماس هریس، نویسنده

## درگذشت‌ها
- ۱۰۳۴ - رومانوس سوم، امپراتور بیزانس
- ۱۱۶۵ - امین‌الدوله بن تلمیذ، پزشک، موسیقی‌دان، ادیب، شاعر و نویسندهٔ عراقی.
- ۱۹۹۰ - اکرم زعیتر، سیاستمدار ملی‌گرا، روزنامه‌نگار نوگرا، تاریخ‌نگار سیاسی و ادیب عربی فلسطینی.
- ۲۰۰۷ - کرت وانه‌گت، نویسنده آمریکایی.

## مناسبت ها
روز جهانی پارکینسون